# Andreas Zobel
Andreas Zobel (* 18. März 1953 in Berlin; † 22. Dezember 2009 ebenda) war ein deutscher Diplomat und von 2005 bis 2007 deutscher Botschafter in Serbien und Montenegro.

## Leben
Zobel trat 1984 in den höheren Auswärtigen Dienst ein und wurde auf verschiedenen Posten als Referent und Ständiger Vertreter eingesetzt. Von 1992 bis 1993 nahm er an der Jugoslawien-Konferenz der Vereinten Nationen teil, 1999/2000 gehörte er der „EC Tark Force Kosovo“ in Priština an. Nachdem er zuletzt Leiter der EU-Koordinierungsgruppe im Auswärtigen Amt war, wurde er im Januar 2005 als Botschafter nach Serbien und Montenegro berufen. Dort verursachte er am 11. April 2007 politische Komplikationen, als er während einer Podiumsdiskussion die zügige Trennung des Kosovos von Serbien forderte. Weiterhin äußerte er, dass Serbien eine bessere politische Elite verdiene. Nachdem die Äußerungen scharf kritisiert worden waren – die serbische Regierung bezichtigte Zobel, die territoriale Integrität Serbiens infrage zu stellen – sah sich Zobel am 12. April zu einer Entschuldigung genötigt. Im September 2007 endete seine Tätigkeit als Botschafter in Belgrad, sein Nachfolger wurde Wolfram Maas.
Ende Dezember 2009 berichtete die serbische Zeitung Večernje Novosti unter Berufung auf die deutsche Botschaft in Belgrad, Zobel sei nach schwerer Krankheit in Berlin gestorben.